# Bolbosaponaria babatagi
Bolbosaponaria babatagi là loài thực vật có hoa thuộc họ Cẩm chướng. Loài này được Bondar. mô tả khoa học đầu tiên.